# Suspensura

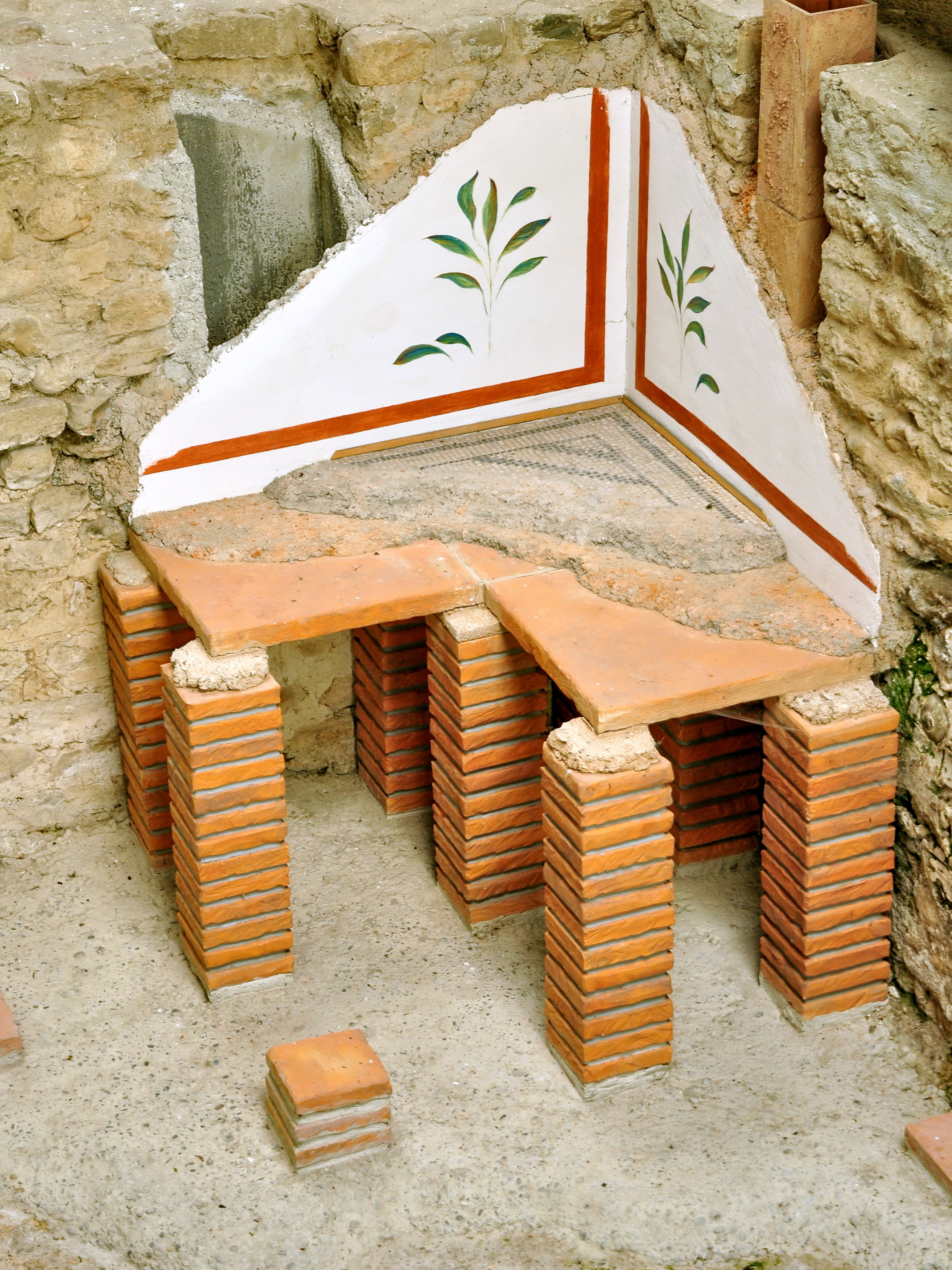
Reconstitution d'une structure thermale sur hypocauste à pilettes dans la villa de Seeb (Winkel).

La suspensura est la dalle qui correspond au sol « suspendu » dans une pièce sur hypocauste au cours de l'Antiquité romaine. Dans un hypocauste sur pilettes, les carreaux de pilettes en terre cuite supportent une ou plusieurs assises de briques de suspensura quadrangulaires sur lesquelles repose la suspensura,, dans les hypocaustes à canaux rayonnants elle repose sur le massif, et sur des arcs dans le cas d'un hypocauste à arcs.
Rarement retrouvées intactes, les suspensurae sont généralement composées de plusieurs niveaux de mortiers de tuileau ou de bétons qui peuvent être recouverts d'un dallage ou d'une mosaïque. À défaut, la dernière couche en béton de tuileau peut être seulement lissée.
Le terme de suspensura est fréquemment employé de manière incorrecte pour désigner la brique qui supporte le sol, ou même la pilette entière. Selon Yvon Thébert qui s’appuie sur Pline le Jeune, suspensura ne désigne pas la dalle en béton comme l'a par exemple traduit Frank Granger dans la Loeb Classical Library et comme l'indiquent la majorité des archéologues, mais est un synonyme d'hypocauste.